# Alfabeto de chat árabe

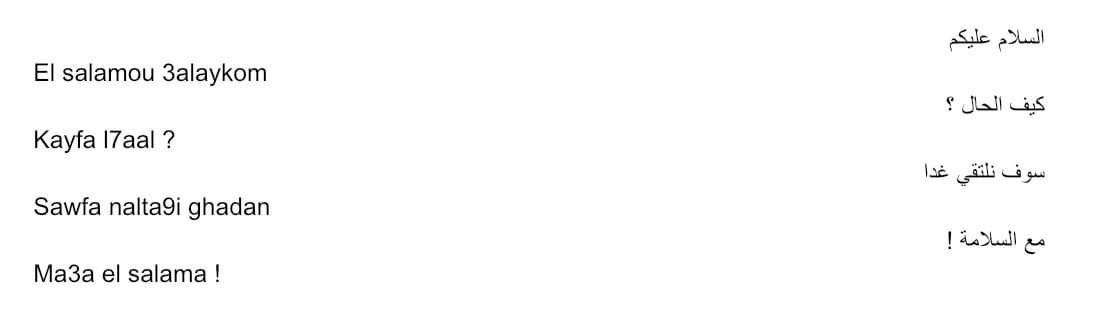
Ejemplo con frases del árabe estándar escritas en alfabeto de chat (lado izquierdo) y en alfabeto árabe normal (lado derecho)

El arabizi (عربيزي), arabini (عربتيني) o franco (فرانكو) es el alfabeto informal en escritura latina que comúnmente usan los hablantes del árabe en mensajería, redes sociales y otros sitios de Internet cuando no pueden usar el alfabeto árabe por razones técnicas. A medida que la sociedad árabe ha entrado en contacto con las nuevas tecnologías, los usuarios han desarrollado algunas características especiales para la transliterar su idioma, que son convenciones entendidas por la mayoría de hablantes árabes. Un ejemplo típico es el uso del 7 para representar la ﺡ, ya que visualmente son similares, como para escribir 'hola', que se escribiría mar7aba en vez de marhaba.

## Historia
Desde 1990 las tecnologías de comunicación inventadas en occidente fueron introduciéndose en el mundo árabe. Se trata de inventos como el ordenador personal, el World Wide Web, el correo electrónico, los Bulletin Board Systems, chats de internet, mensajería instantánea o los mensajes a teléfonos móviles que aparecieron en occidente y se fueron expandiendo por el mundo. Muchas de estas tecnologías fueron creadas originalmente con la posibilidad de utilizar únicamente el alfabeto latino, y algunas de ellas todavía no tienen la opción de utilizar el alfabeto árabe. Como resultado, los usuarios de lengua árabe utilizaron estos medios para comunicarse mediante la transliteración del texto árabe al inglés mediante el uso de la escritura latina. Para poder utilizar aquellas letras árabes que no tienen un equivalente fonético en el alfabeto occidental, comenzaron a utilizar números y otros símbolos que fuesen apropiados. Por ejemplo, el numeral "3" se utiliza para representar la letra árabe "ع" ("ayn").
No hay un nombre oficial para este tipo de transliteración, dado que es relativamente joven y sólo se utiliza de manera informal. Algunos lo han bautizado como Alfabeto de chat árabe porque se utiliza sobre todo para comunicarse a través de los servicios de chat en línea. El término más frecuente para esa transliteración es, en árabe, عربية الدردشة, que significa "Chat Árabe". El primero o uno de los primeros lugares en ser usado fue Egipto.

## Uso
Se utiliza en aquellos medios de comunicación que funcionan mediante sistemas o protocolos que no soportan páginas de códigos o sets de caracteres alternativos. Este sistema ha ido ganado un uso cada vez mayor, hasta el punto de que se puede ver incluso en páginas web de ideología extremista islámica.
Sus usuarios más comunes son los jóvenes de países árabes en comunicaciones informales. Este alfabeto no se usa nunca como medio de comunicación formal y muy raramente para comunicaciones de larga duración. La longitud de cada comunicación por este medio no suele superar nunca más de unas pocas frases.
A pesar de que el idioma árabe ha sido integrado ya en los sistemas operativos más utilizados, como Windows XP o Mac OS X, la gente todavía lo usa en foros de internet, así como en programas de mensajería instantánea porque no siempre dispone de teclados árabes.

## Lista de comparación
A causa de la naturaleza informal de este sistema, no hay una variante "correcta," y por eso algunos caracteres tienen más de un significado (p. ej. 6 que a veces se usa tanto para ط como para ح).
La mayor parte de los caracteres del sistema se sirven del carácter romano (como se usa en inglés) que tiene la pronunciación más semejante a la letra árabe. (Por ejemplo, ﻙ se escribe con k). Esto puede variar a veces según las variedades regionales en la pronunciación de la letra (p. ej. ﺝ se puede transliterar como ŷ en el árabe del Golfo Pérsico, o como g en el árabe egipcio), mientras que en el árabe levantino se suele transliterar simplemente como y.
Las letras que no tienen ninguna aproximación fonética en el alfabeto latino se expresan muchas veces usando números u otros caracteres. Estos se han seleccionado porque el número se asemeja gráficamente a la letra árabe que se quiere expresar (p. ej. "ع" se representa usando el número "3" porque ésta parece a una reflexión horizontal de aquella).
Puesto que muchas letras se distinguen solamente por un punto encima o bajo del carácter principal, las conversiones frecuentemente emplean la misma letra o el mismo número con una coma o un apóstrofo incluido/a anteriormente o posteriormente (p. ej. se usa 3' para representar غ.
| Sola | Inicial             | Media               | Final               | Alfabeto de chat árabe | Valor fonético (AFI)      |
| ---- | ------------------- | ------------------- | ------------------- | ---------------------- | ------------------------- |
| ﺀ    | أ ؤ إ ئ ٵ ٶ ٸ, etc. | أ ؤ إ ئ ٵ ٶ ٸ, etc. | أ ؤ إ ئ ٵ ٶ ٸ, etc. | 2                      | [ʔ]                       |
| ﺍ    | —                   | —                   | ﺎ                   | a                      | diversos, incluyendo [aː] |
| ﺏ    | ﺑ                   | ﺒ                   | ﺐ                   | b                      | [b]                       |
| ﺕ    | ﺗ                   | ﺘ                   | ﺖ                   | t                      | [t]                       |
| ﺙ    | ﺛ                   | ﺜ                   | ﺚ                   | th                     | [θ]                       |
| ﺝ    | ﺟ                   | ﺠ                   | ﺞ                   | y / g (sólo en Egipto) | [ʒ] / [ʝ] / [ɡ]           |
| ﺡ    | ﺣ                   | ﺤ                   | ﺢ                   | 7                      | [ħ]                       |
| ﺥ    | ﺧ                   | ﺨ                   | ﺦ                   | j / x / kh / 5         | [x]                       |
| ﺩ    | —                   | —                   | ﺪ                   | d                      | [d]                       |
| ﺫ    | —                   | —                   | ﺬ                   | d' / dh / 4            | [ð]                       |
| ﺭ    | —                   | —                   | ﺮ                   | r                      | [r]                       |
| ﺯ    | —                   | —                   | ﺰ                   | z                      | [z]                       |
| ﺱ    | ﺳ                   | ﺴ                   | ﺲ                   | s                      | [s]                       |
| ﺵ    | ﺷ                   | ﺸ                   | ﺶ                   | sh                     | [ʃ]                       |
| ﺹ    | ﺻ                   | ﺼ                   | ﺺ                   | ş / 9                  | [sˁ]                      |
| ﺽ    | ﺿ                   | ﻀ                   | ﺾ                   | đ / 9' / dd            | [dˁ]                      |
| ﻁ    | ﻃ                   | ﻄ                   | ﻂ                   | ţ / 6                  | [tˁ]                      |
| ﻅ    | ﻇ                   | ﻈ                   | ﻆ                   | ż / 6' / dz            | [ðˁ] / [zˁ]               |
| ﻉ    | ﻋ                   | ﻌ                   | ﻊ                   | 3 / e                  | [ʕ] / [ʔˁ]                |
| ﻍ    | ﻏ                   | ﻐ                   | ﻎ                   | g / gh / 3'            | [ɣ] / [ʁ]                 |
| ﻑ    | ﻓ                   | ﻔ                   | ﻒ                   | f                      | [f]                       |
| ﻕ    | ﻗ                   | ﻘ                   | ﻖ                   | q / 8                  | [q]                       |
| ﻙ    | ﻛ                   | ﻜ                   | ﻚ                   | k                      | [k]                       |
| ﻝ    | ﻟ                   | ﻠ                   | ﻞ                   | l                      | [l], [lˁ] (sólo en Alá )  |
| ﻡ    | ﻣ                   | ﻤ                   | ﻢ                   | m                      | [m]                       |
| ﻥ    | ﻧ                   | ﻨ                   | ﻦ                   | n                      | [n]                       |
| ﻩ    | ﻫ                   | ﻬ                   | ﻪ                   | h                      | [h]                       |
| ﻭ    | —                   | —                   | ﻮ                   | w / u                  | [w], [uː]                 |
| ﻱ    | ﻳ                   | ﻴ                   | ﻲ                   | i / ee                 | [j], [iː]                 |

## Ejemplos
Árabe estándar: ذهب مع الريح
Chat: d'ahab ma3a-al ri7
Español (transliteración): d'ahaba ma' al-riħ
Español (traducción): Se fue con el viento 
Comentario: un proverbio árabe, y título árabe de Lo que el viento se llevó

Árabe estándar: السلام عليكم ورحمة الله وبركاته
Chat: alsalam 3alikom wa ra7matu Allah wa barakatuh
Español (transliteración): Al-salam aleikum wa-raћmatu allahi wa-barakatuh
Español (traducción): "Que sean la paz y la misericordia de Dios" también "Que os rodea (acompañe) la paz y la misericordia de Dios". 
Comentario: La forma religiosa para decir hola en árabe  (un saludo común en todo el mundo islámico) que se puede decir en cualquier momento tanto de día como de noche

Árabe estándar: بصل أو طماطم
Chat: ba9al aw 6ama6em
Español (transliteración):  basal au tamatem
Español (traducción): بصل: cebolla, أو:o, طماطم: tomate

Árabe estándar: بريطانيا العظمى
Chat: Biritania al-3u6'ma
Español (transliteración): Biritania al udzma
Español (traducción): Gran Bretaña